# سرور (قيان)
سرور ( ازدهرت سنة 1193) كان شاعرًا وموسيقيًا قينية، نشطَت في مصر الأيوبية .
كانت الجارية الملكية للسلطان العزيز عثمان (حكم 1193-1198).
وُصفت سرور بأنها مغنية جميلة وموهوبة. كانت جارية، نشأت في القاهرة، حيث عُلِّمَت القراءة والكتابة، ودراسة القرآن الكريم، والأدب والشعر، لتصبح فنانة قيان. وفي عهد السلطان صلاح الدين الأيوبي (حكم من عام 1171 إلى عام 1193)، تعرفت على ولي العهد الأمير العزيز عثمان، الذي انجذب إلى سرور ولكنه لم يشترها في حياة والده. خلال تلك الفترة، كانت سرور والأمير يتراسلان مع بعضهما البعض. عندما أصبح العزيز عثمان سلطانًا في عام 1193، اشترى سرور لحريم الأيوبيين ، وجعلها محظية له. وقد وصفت بأنها جارية السلطان المفضلة. وقد تضرر موقفها مؤقتًا عندما أُعجِبَ السلطان بجارية أخرى تدعى آلاف، لكنه عاد إلى سرور.
في الأدب العربي الكلاسيكي، تم تضمينها في كتاب "مسالك الأبصار في ممالك الأمصار" لابن فضل الله العمري (1301-1349)، في العمل الرئيسي الذي يصف مغني العبيد المشهورين في التاريخ.